# Горличка мексиканська
Горличка мексиканська (Leptotila plumbeiceps) — вид голубоподібних птахів родини голубових (Columbidae). Мешкає в Мексиці, Центральній Америці і Колумбії.

## Опис

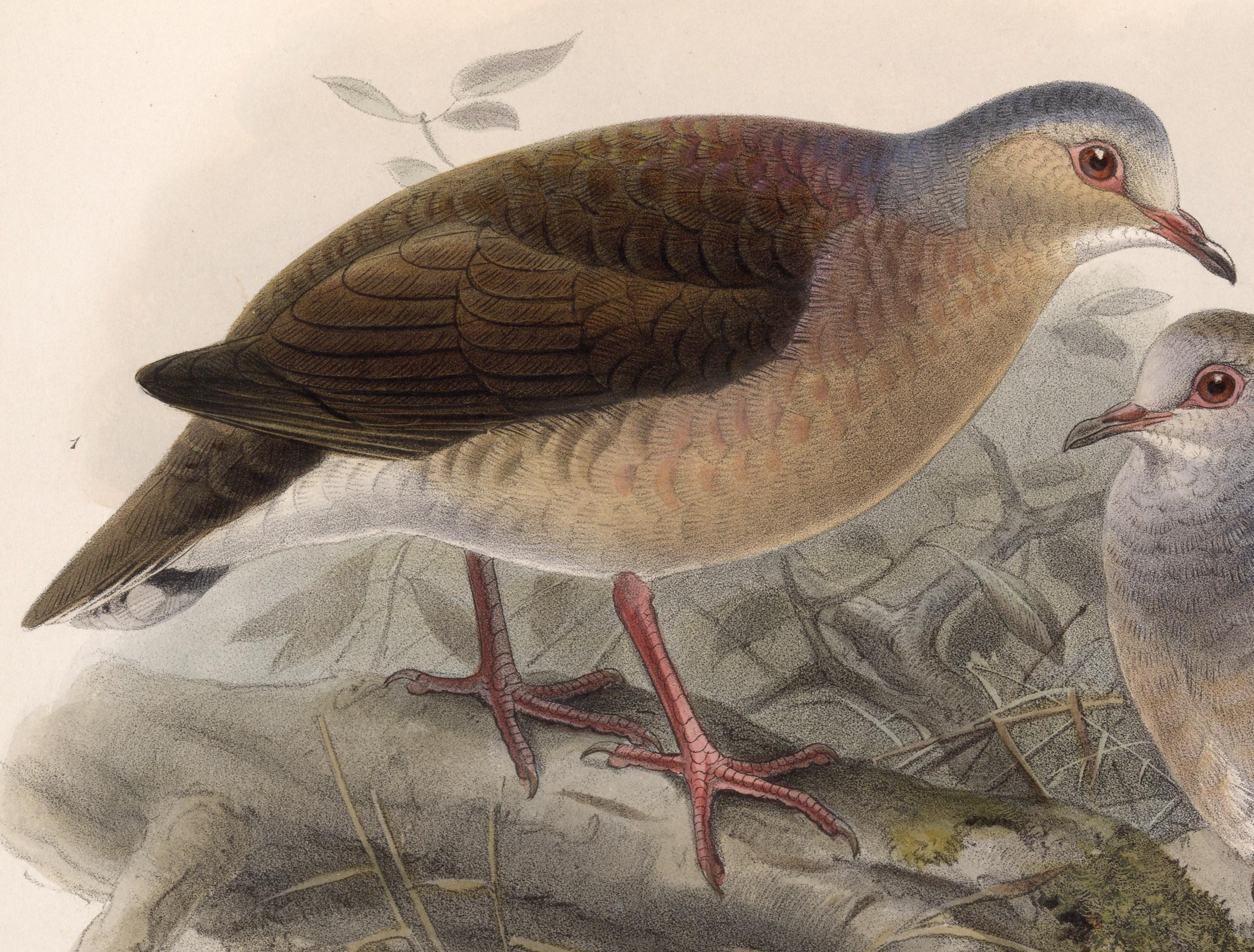
Мексиканська горличка

Довжина птаха становить 23,5-26 см, вага 139-205 г. Лоб сизуватий, тім'я, потилиця, верхня частина спини і шия з боків темно-сизі. Обличчя рожевувато-охристе. Горло і живіт біле, груди рожевуваті. Верхня частина тіла оливково-коричнева з іржастим відтінком. Центральні стернові пера темно-оливково-коричневі, три крайніх пари стернових пера чорні з білими кінчиками. Дзьоб чорний, лапи рожеві. У самиць на грудях є сірувато-попеляста пляма. У молодих птахів оливковий відтінок на верхній частині тіла є більш виражений, груди смугасті.

## Підвиди
Виділяють два підвиди:
- L. p. plumbeiceps Sclater, PL & Salvin, 1868 — від південно-східної Мексики до західної Коста-Рики і західної Колумбії;
- L. p. notia Peters, JL, 1931 — захід Панами.

## Поширення і екологія
Мексиканські горлички мешкають в Мексиці, Гватемалі, Белізі, Гондурасі, Нікарагуа, Коста-Риці, Панамі і Колумбії. Вони живуть у вологих рівнинних тропічних лісах, на узліссях і плантаціях. Зустрічаються на висоті до 2600 м над рівнем моря. Живляться насінням, плодами і комахами, яких шукають в лісовій підстилці.